# Vallea stipularis
Vallea stipularis là một loài thực vật có hoa trong họ Côm. Loài này được L.f. miêu tả khoa học đầu tiên năm 1782.